# Riu Sabie
El riu Sabie és un dels rius amb més biodiversitat de Sud-àfrica. Neix a les muntanyes Drakensberg, al Mont Anderson, a 2.286 m d'altitud, on la pluviometria és d'uns 2.000 litres anuals i flueix per Mpumalanga, el Parc Nacional Kruger i a Moçambic. Té una conca de 7.096 km² i una llargada de 230 km quan conflueix amb el riu Incomati a Moçambic, a una altitud de 40 m amb una pluviometria de 450 litres anuals. Els rius Sand i Marite són afluents seus. Entre les localitats per on passa hi ha Sabie, Skukuza i Lower Sabie.